# Kyzyl-Kiya
Kyzyl-Kiya (en russe : Кызыл-Кия) ou Kyzylkiya (en kirghize : Кызылкыя) est une ville de la province de Batken (autrefois dans la province d'Och), au Kirghizistan. Elle est située sur la bordure sud de la vallée de Ferghana, à 32 km au sud-est de Ferghana et à 65 km au sud-ouest d'Och. Sa population était de 44 144 habitants selon le recensement de 2009.

## Histoire
Le village a été fondé en 1898 et a obtenu le statut de ville en 1938. C'était une ville minière à l'époque soviétique. Elle est peuplée selon leur ethnicité à 67,48 pour cent de Kirghizes, à 18,9 pour cent d'Ouzbeks, à 4,7 pour cent de Tadjiks et à 3,8 pour cent de Russes.

## Transport
La ville est reliée par le chemin de fer aux pays voisins et possède un aéroport qui dessert Bichkek, Och et Alma Ata.